# Pivovařiska
Pivovařiska je přírodní památka jižně od obce Hošťálková v okrese Vsetín. Důvodem ochrany jsou květnaté louky na sušších a mokřadních stanovištích s výskytem zvláště chráněných a vzácných druhů květeny, zejména orchidejí prstnatce májového (Dactylorhiza majalis), vstavače bledého (Orchis pallens), hlavinky horské (Traunsteinera globosa) a vstavače mužského (Orchis mascula).

## Galerie

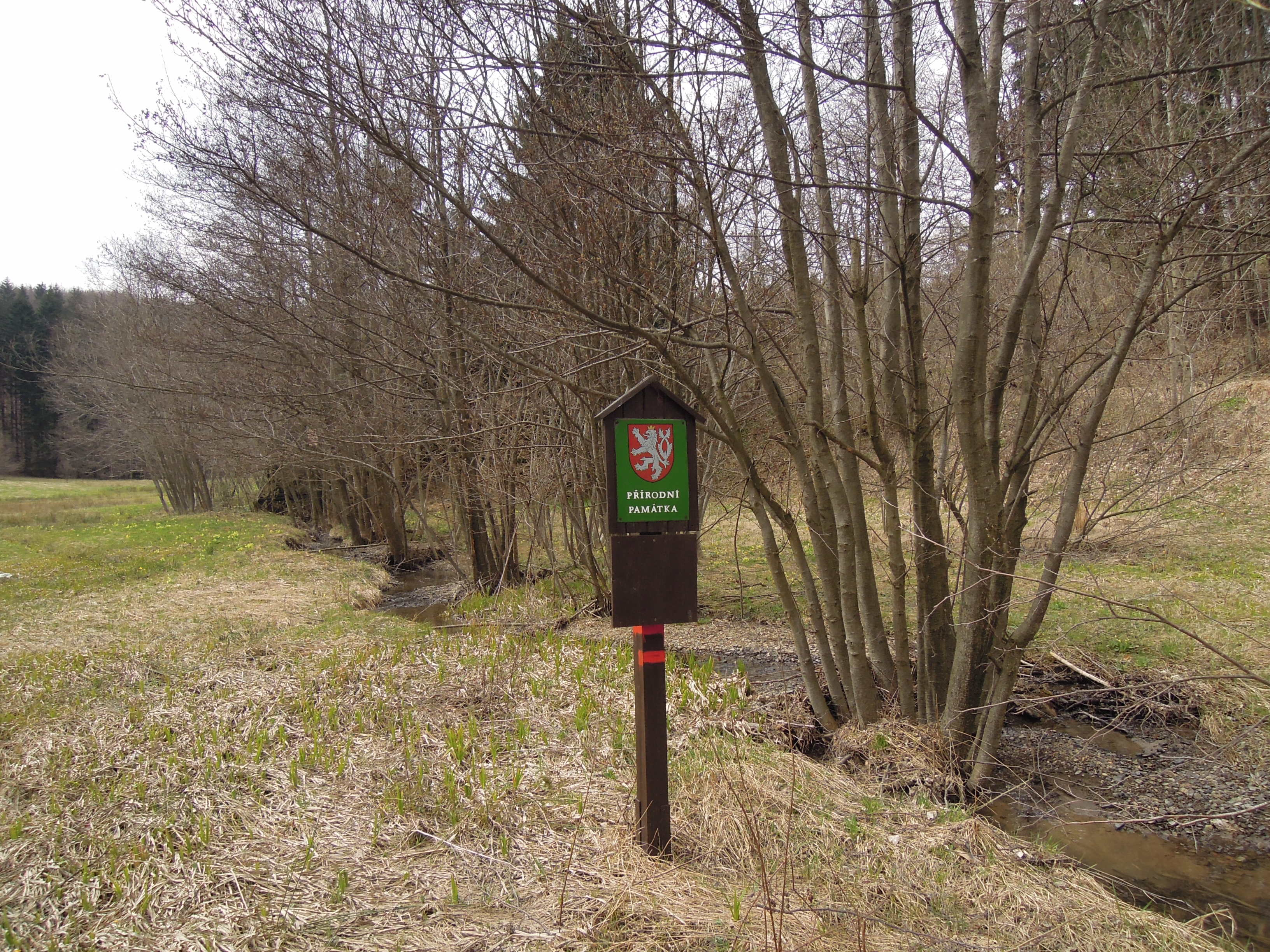
Přírodní památka Pivovařiska
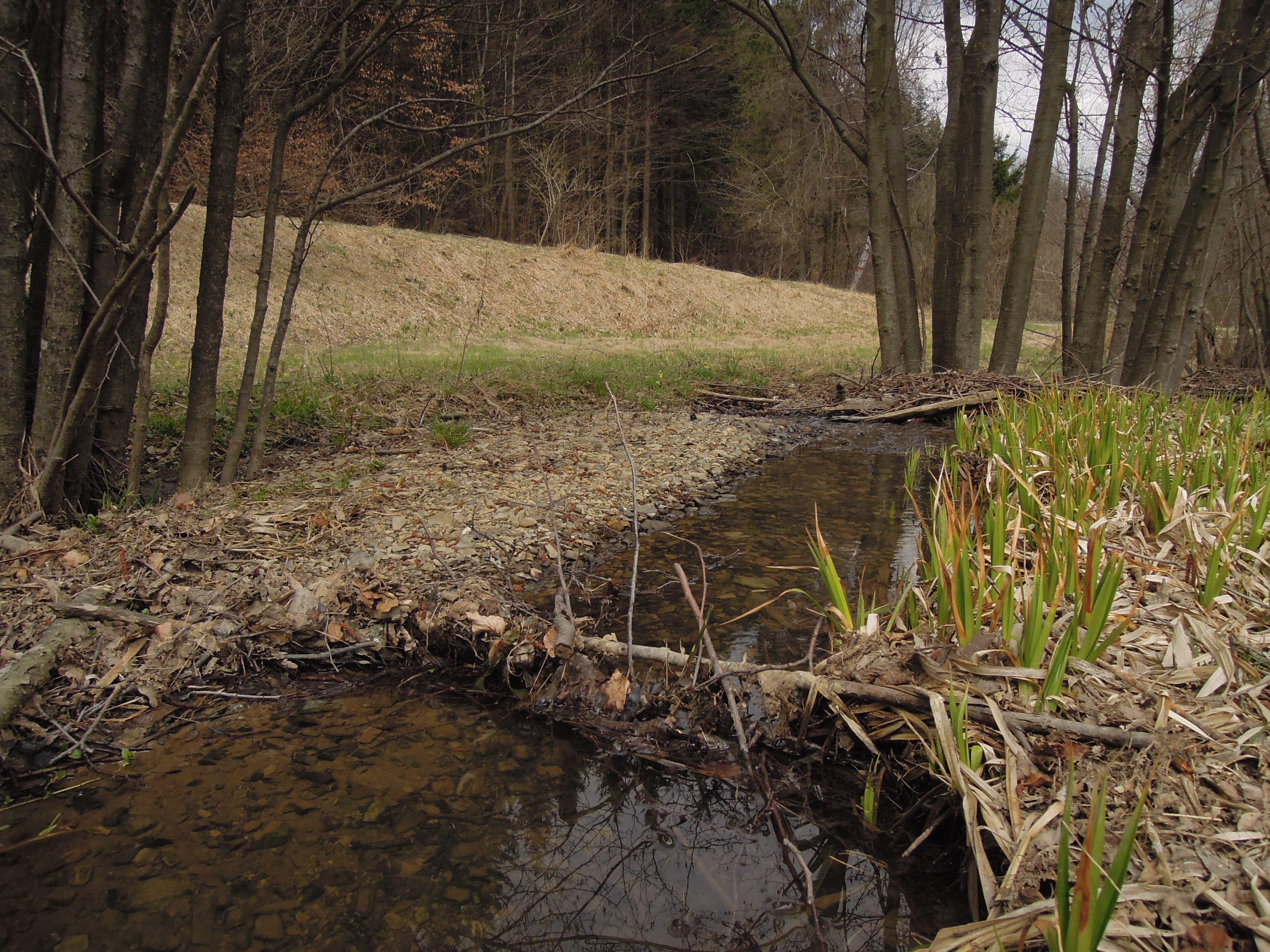
Potok na lokalitě Pivovařiska
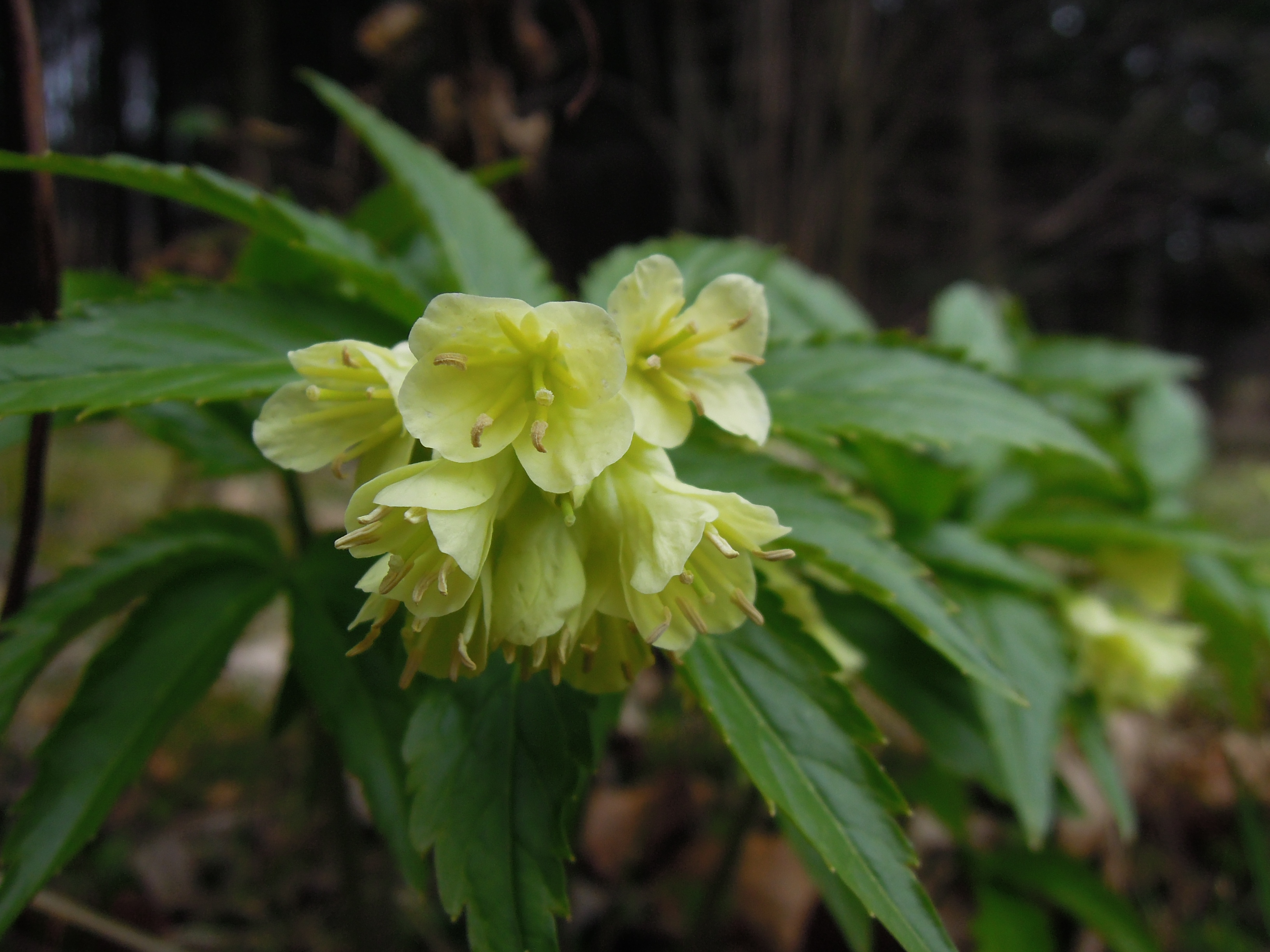
Kyčelnice devítilistá
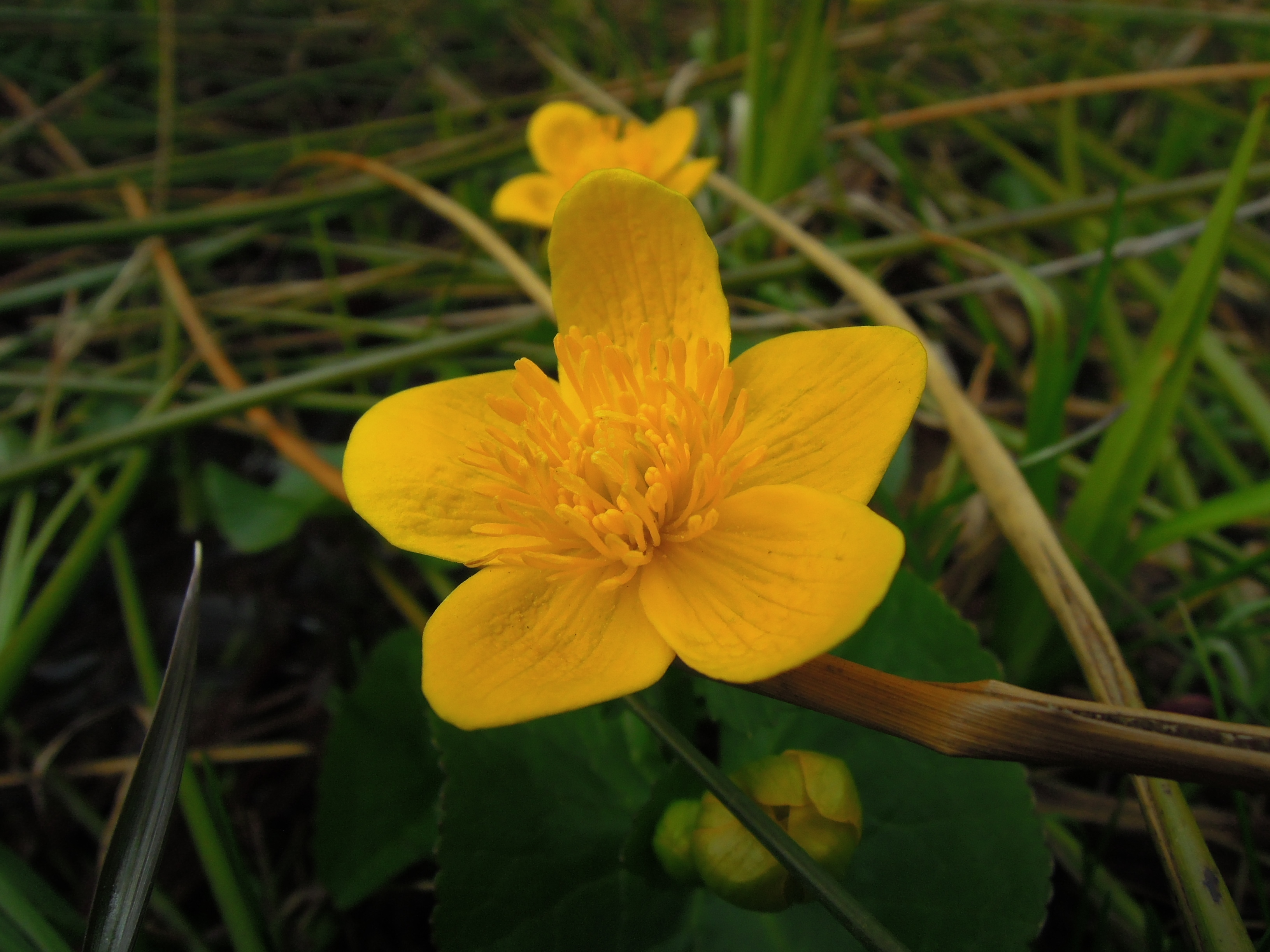
Blatouch bahenní